# Titel (Recht)
Als Titel (auch Rechtstitel; englisch title, französisch titre) werden in der Rechtswissenschaft besondere Urkunden bezeichnet, mit denen bestimmte Ansprüche rechtskräftig festgestellt werden. Dabei kann es sich zum Beispiel um den Nachweis einer Forderung als Voraussetzung für die Zwangsvollstreckung handeln; um behördliche oder notarielle Urkunden; zum anderen um eine Auszeichnung für besondere Verdienste; um bestimmte Aufenthaltserlaubnisse für Nicht-EU-Bürger in der Europäischen Union; oder auch um die Anerkennung traditioneller Besitz- und Nutzungsrechte an Land wie beim australischen Native Title der Aborigines.

## Geschichte
Das Wort Titel stammt aus dem römischen Recht (lateinisch titulus, „Vereinbarung, Vertrag“ oder als Metapher für „Ehre(nname), Ruhm“ sowie „Auf- oder Inschrift“). Der rechtmäßige Titel (lateinisch titulus iustus) ist der Inbegriff derjenigen Tatsachen, welche den darauf gegründeten Besitz an Sachen als einen rechtmäßigen charakterisieren. Solche Tatsachen waren dingliche Verträge mit darauf folgender Übergabe. Das römische Recht verstand unter Titel meist einen Vertrag mit Besitzerwerb wie den Kaufvertrag (lateinisch titulus pro emptore), die Schenkung (lateinisch titutulus pro donato), Ersitzung (lateinisch titulus pro dote), die Zahlung von Schulden (lateinisch titulus pro soluto), ferner den Erbfall (lateinisch titulus pro herede), das Vermächtnis (lateinisch titulus pro legato) sowie Aufgabe der Sache durch den bisherigen Besitzer (lateinisch titulus pro derelicto). Zum Erwerb des Eigentums gehörte ein Grund der Möglichkeit (der titulus) und ein Grund der Wirklichkeit (lateinisch modus acquirendi). Das späte römische Recht entwickelte die titulus-modus-Lehre von der Eigentumsübertragung, wonach der Vertrag den Rechtsgrund der Eigentumsübertragung (titulus) und der modus die Besitzübergabe enthält.
Im Spätmittelalter befassten sich zwei Geistliche mit dem Wort titulum, die es für ihre Zwecke auslegten. Im Jahre 1594 griff der Dominikaner-Mönch Domingo de Soto die römische Lehre vom „titulus“ für göttliche Sachen auf, 1614 erläuterte der Jesuit Luis de Molina die vier legitimen Rechtstitel der Sklaverei.
Der Rechtstitel tauchte ersichtlich erstmals 1769 in der Constitutio Criminalis Theresiana auf. Im Jahre 1783 galt der Titel als Rechtsgrund für den Erwerb eines dinglichen Rechts und Pedant zum Modus, einer gesetzlichen Erwerbungsart. Für das Allgemeine Preußische Landrecht (PrALR) vom Juni 1794 galt als Titel der „gesetzliche Grund, vermöge dessen eine Handlung oder Begebenheit die Kraft hat, dass dadurch das Recht [auf eine Sache] erworben werden kann“ (I 2, § 132 PrALR). Der Titel eines Rechts auf fremde Sachen ist das persönliche Recht, aus dem durch die hinzukommende Erwerbungsart ein Recht auf die Sache entsteht (I 2, § 133, 134 PrALR). Der römische modus hieß Erwerbungsart und galt als die Handlung oder Begebenheit, wodurch jemand ein Recht auf eine Sache erlangt (I 2, § 131 PrALR).
Die titulus-modus-Lehre des römischen Rechts findet sich ausdrücklich im französischen Code civil (CC) vom März 1804 oder im österreichischen ABGB vom Januar 1812. Ab 1873 verwendete man in Deutschland dingliches Recht und Titel als Synonyme. Johann Ludwig Klüber stellte 1817 fest, dass das Kirchengut derjenigen Religion gehört, die es durch einen Rechtstitel erworben hat. Das deutsche BGB vom Januar 1900 setzte die titulus-modus-Lehre im Trennungsprinzip um und trennte das Verpflichtungsgeschäft (den „Titel“) vom Verfügungsgeschäft (dem „Modus“).

## Rechtstitel
Das Wort Titel kann auch die Abkürzung von Rechtstiteln, insbesondere Vollstreckungstiteln sein. Allgemein unterscheidet man zwischen nicht vollstreckbaren und vollstreckbaren Titeln, je nachdem, ob aus ihnen eine Zwangsvollstreckung betrieben werden kann oder nicht:
- Nicht vollstreckbare Titel
  - Rechtskräftige Urteile im Zivilrecht, sofern sie keine Vollstreckungsklausel enthalten (§ 724 ZPO). Aus ihnen kann zunächst keine Zwangsvollstreckung betrieben werden. Das Gesetz sieht Fälle vor, in denen von einer Vollstreckungsklausel abgesehen werden muss, und zwar beim Vollstreckungsbescheid (§ 796 ZPO), Arrest und der einstweiligen Verfügung (§§ 929 Abs. 1,  § 936 ZPO).
  - Sonstige: Wird die Vollstreckung aus einem nicht vollstreckbaren Titel betrieben, weil irrig eine Vollstreckungsklausel erteilt worden ist, so steht dem Schuldner hiergegen der Rechtsbehelf des § 732 ZPO zu, der dazu führt, dass die erteilte Vollstreckungsklausel aufgehoben wird.
- Vollstreckbare Titel
  - Rechtskräftige Urteile im Zivilrecht, die eine Vollstreckungsklausel enthalten (§ 724 ZPO). Wichtigster Vollstreckungstitel ist das Endurteil (§ 704 ZPO). Erfüllt der Beklagte die von ihm im Urteil geforderten Handlungen nicht (§ 887 ZPO), so kann der Kläger ermächtigt werden, auf Kosten des Schuldners die Handlung vornehmen zu lassen, oder aus dem Urteil in das Vermögen des Beklagten vollstrecken lassen. Auch aus einstweiligen Anordnungen, aus einem Kostenfestsetzungsbeschluss (§ 795a ZPO in Verbindung mit § 105 ZPO) und aus den für vollstreckbar erklärten Schiedssprüchen öffentlich-rechtlicher Schiedsgerichte, sofern die Entscheidung über die Vollstreckbarkeit rechtskräftig oder für vorläufig vollstreckbar erklärt ist, kann vollstreckt werden (§ 168 VwGO).
  - Vollstreckungstitel im Verwaltungsverfahren des öffentlichen Rechts, etwa Steuer- und Gebührenbescheide sowie behördliche Pfändungen. Letztere erfolgen im öffentlichen Recht mittels einer durch die Vollstreckungsbehörde erlassenen Pfändungsverfügung. Behörden titulieren ihre Bescheide selbst (Dienstsiegel) und können diese nach Fristsetzung selbst vollstrecken. Zahlt beispielsweise der Steuerpflichtige die im Steuerbescheid mitgeteilten Steuern bis Fälligkeit nicht, kann die Finanzbehörde im Verwaltungsweg nach § 249 Abs. 1 AO eigenständig vollstrecken.
  - Vergleiche im Zivilrecht (§ 794 Abs. 1 Nr. 1 ZPO) beseitigen den Rechtsstreit oder die Ungewissheit der Parteien über ein Rechtsverhältnis im Wege gegenseitigen Nachgebens.

Vollstreckbare Titel müssen die mit Dienstsiegel versehene Vollstreckungsklausel, die Bezeichnung von Gläubiger und Schuldner (§ 750 Abs. 1 ZPO) sowie die Unterschrift der ausstellenden Behörde (Gericht) enthalten und gelten so als rechtliche Anordnung. Um die Zwangsvollstreckung durchführen zu können, ist mindestens ein vorläufig vollstreckbares Urteil, die Erteilung einer Vollstreckungsklausel durch das Prozessgericht und deren Zustellung an den Schuldner erforderlich.
Das Vollstreckungsrecht kennt zudem titelergänzende Klauseln (§ 726 Abs. 1 ZPO) sowie titelumschreibende Klauseln (§ 727 ff. ZPO). Bei den ersteren ist die Vollstreckung vom Eintritt einer durch den Gläubiger zu beweisenden Tatsache abhängig, die letztere ermöglicht eine Vollstreckung gegen andere als die im Titel genannten Schuldner (etwa Rechtsnachfolger).

## Titel als Auszeichnung
Für besondere Verdienste um die Bundesrepublik Deutschland kann der Bundespräsident nach dem Gesetz über Titel, Orden und Ehrenzeichen (OrdenG) vom 26. Juli 1957 Titel, Orden und Ehrenzeichen verleihen. Die Bezeichnung der Titel und die Voraussetzungen ihrer Verleihung müssen durch Gesetz festgelegt werden (§ 2 Abs. 1 Satz 2 OrdenG). Da es ein solches Bundesgesetz bislang nicht gibt, gibt es auch keine Bundestitel, sondern nur Orden und Ehrenzeichen. Auch die Bundesländer haben das Recht, Titel, Orden und Ehrenzeichen zu verleihen (§ 1 Abs. 2 OrdenG). So werden in den meisten Bundesländern nichtakademische Titel verliehen, außerdem Landesverdienstorden, etwa in Bayern, Berlin oder Rheinland-Pfalz.
Weder akademische Grade wie der Doktorgrad oder nichtakademische Titel noch Amts- und Berufsbezeichnungen sind Titel im Sinne des Ordensgesetzes (§ 2 Abs. 2 OrdenG). Eine Verleihung von Adelstiteln ist in Deutschland seit August 1919 (Art. 109 Abs. 3 Satz 2 der Weimarer Reichsverfassung) nicht mehr möglich. Alle Familien des deutschen Hochadels haben seitdem ihre Souveränität verloren.
Die unbefugte Führung in- oder ausländischer Titel oder bestimmter Berufsbezeichnungen ist nach § 132a StGB ein strafbarer Titelmissbrauch.

## Titel als Gesetzesgliederung
Das Wort Titel bedeutet auch die Gliederung von Gesetzen oder sonstigen Rechtsnormen. So ist beispielsweise das umfangreiche BGB in Bücher, Abschnitte, Titel, Untertitel und Kapitel eingeteilt, die die einzelnen Sachgebiete voneinander trennen.

## Aufenthaltstitel
Ein Titel im rechtlichen Sinne kann zudem eine europäische Aufenthaltserlaubnis für Nicht-EU-Bürger in der Europäischen Union betreffen. Ausländer bedürfen gemäß § 4 Abs. 1 Aufenthaltsgesetz für die Einreise und den Aufenthalt im Bundesgebiet eines Aufenthaltstitels, sofern nicht durch EU-Recht oder durch Rechtsverordnung etwas anderes bestimmt ist oder ein sonstiges Aufenthaltsrecht besteht.

## Sonstiges
Der Rechtsbegriff Schuldtitel ist einerseits ein Synonym für Vollstreckungstitel (z. B. § 124 Abs. 2 HGB) und wird andererseits im Wertpapierrecht für Schuldverschreibungen aller Art und Genussscheine verwendet (z. B. § 2 Abs. 1 Nr. 3 WpHG).

## International
Wo heute noch Relikte des römischen Rechts vorhanden sind (etwa im Zivilrecht Österreichs, der Schweiz, Frankreichs, Italiens, Spaniens) ist der Titel im früheren römischen Sinne noch bekannt. In Österreich und der Schweiz ist der Titel ein Verpflichtungsgeschäft, der Modus das Verfügungsgeschäft. So bestimmt § 380 ABGB, dass ohne Titel und ohne gesetzliche Erwerbungsart kein Eigentum erlangt werden kann. Daher ist etwa der Kaufvertrag ein „Titelgeschäft“ (§ 1062 ABGB), in welchem Käufer und Verkäufer korrespondierende Verpflichtungen übernehmen. Die Übereignung des Kaufgegenstands und des Geldes bilden den Modus. Der Modus als gesetzliche Erwerbungsart ist die Übergabe (§§ 426 ff. ABGB) oder die Eintragung ins Grundbuch. In Österreich nennt man auch jede Urkunde Rechtstitel. So verlangt § 799 ABGB, dass der eine Erbschaft Erwerbende dem Gericht den Rechtstitel (Erbvertrag, letztwillige Verfügung oder Gesetz) nachweisen muss. Im engeren Sinne sind wie in Deutschland die Exekutionstitel ein Rechtstitel.
Die Schweiz kennt zwar in Art. 714 ff. ZGB die Erwerbungsarten wie im römischen Recht, vermeidet aber die Begriffe „Titel“ oder „Modus“.
In Frankreich ist der Rechtstitel (französisch titre) ein gesetzlich anerkannter oder zumindest nicht verbotener Grund, durch den eine Person zum Erwerb eines Gegenstandes berechtigt wird. Die Rechtstitel gründen sich teilweise auf unmittelbare gesetzliche Vorschriften wie die Erbschaft (Art. 718 ff. CC), Schenkung (Art. 893 ff. CC), Vertrag (Art. 1104 ff. CC) oder Verjährung (Art. 2219 ff. CC). Die Rechtstitel des Erwerbs sind allgemeine (französisch titres universels) oder besondere Rechtstitel (französisch titres particuliers), je nachdem, ob das gesamte Vermögen oder lediglich ein einziger Gegenstand erworben wird.
Im angelsächsischen Bereich stellt der Rechtstitel (englisch legal title) vor allem ein Eigentumsrecht (englisch legal title to property) dar, wobei der ‚title‘ „das in dem Recht Schützende“ bedeutet. Der Eigentümer hat eine dingliche Berechtigung erga omnes (englisch best title) mit umfassender Rechtsmacht (englisch absolute interest).